# Olše šedá
Olše šedá (Alnus incana) je listnatý opadavý keř nebo strom, s přímým, štíhlým kmenem (často vícekmenným) a vejcovitou nebo sloupovitou, hustou korunou, z čeledi břízovité. Dorůstá většinou do výšky 6–20 metrů, dožívá se maximálně padesáti let.

## Charakteristika

### Letorosty
Letorosty oblé až trojhranné, nelepkavé, na spodní straně stříbřitě chlupaté, na svrchní straně červenavě hnědé, později olysávající a lesklé.

### Větve
Větve velmi volné, přeslenité nebo mírně nepravidelné.

### Kůra a borka
Kůra je u mladých stromů tmavošedá, hladká, s průduchy, na starších olších matně šedá, podélně popraskaná, stěží vytváří tenkou borku.
Borka i ve stáří hladká, tmavošedě zelenavá, směrem nahoru vždy trochu světlejší, s nezřetelnými četnými svislými lenticelami. 

### Pupeny
Pupeny stopkaté, stopky asi 2 mm dlouhé, trochu do strany nakloněné, tupě špičaté, šedé nebo šedohnědé, plstnaté, nelepkavé.

### Listy

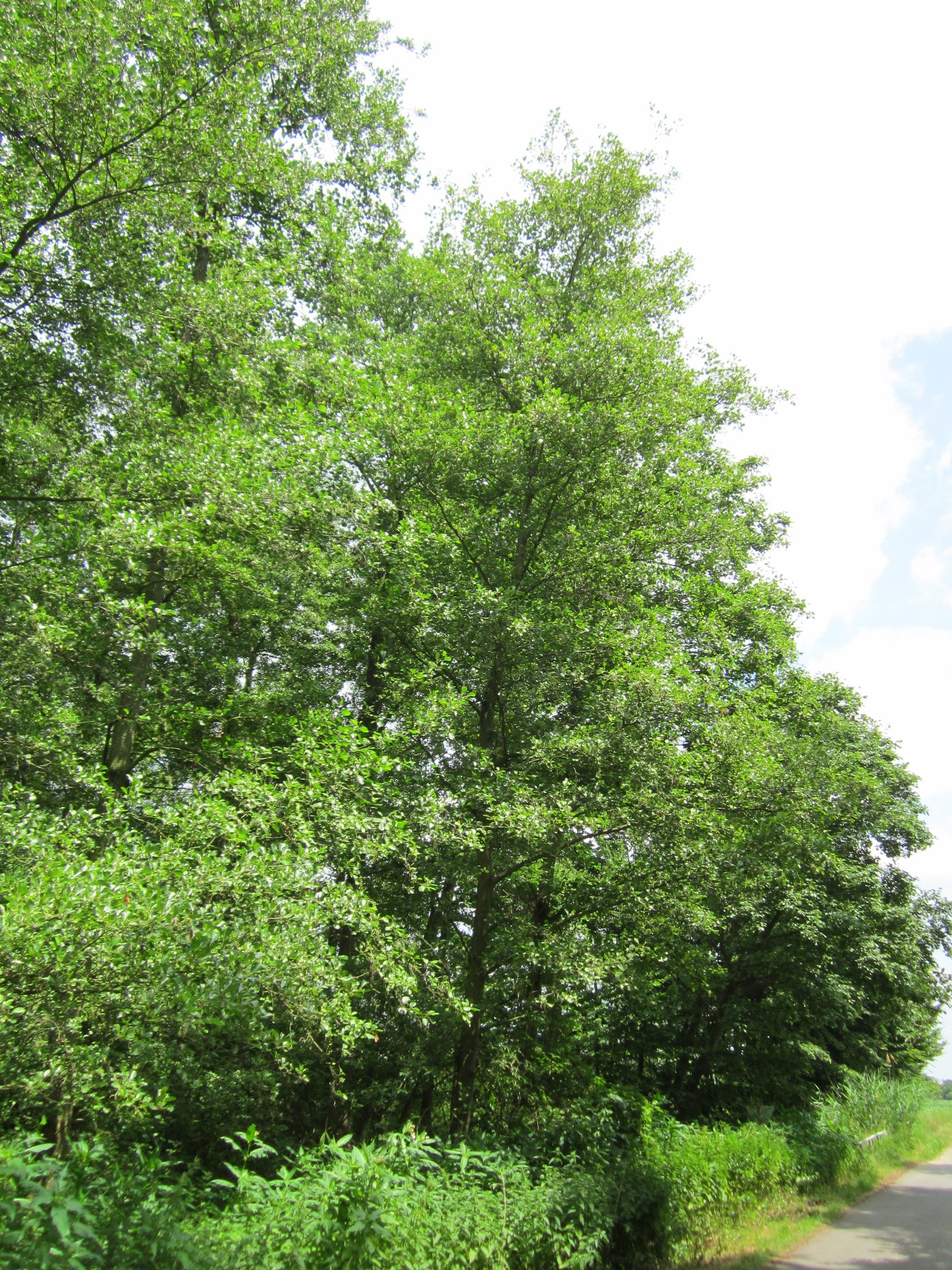
Vzrostlá olše šedá

Listy střídavé, oddálené, na vrcholu ostře špičaté nebo zašpičatělé, oválné až vejčité, na bázi uťaté až slabě srdčité, asi 4–10(–12) cm dlouhé, 3–7(–9) cm široké, zřetelně zubaté, na líci matně zelené, na rubu šedé až šedozelené, zpočátku všude chlupaté až plstnaté, později pouze na 8–12 párech výrazných postranních žilek, ty pak přesně proti sobě umístěné nebo lehce vzájemně posunuté, nelepkavé. Řapík 1,5–3 cm dlouhý. Listy se na podzim nepřebarvují, ale zůstávají až do opadu zelené.

### Květy
Doba květu je od února do dubna. Květy se rozvíjejí před rašením listů, většinou o 1–2 týdny dříve než u olše lepkavé (Alnus glutinosa).
Samčí jehnědy po 3–5 na koncích větévek, převislé, v zimě nerozvité, během květu 7–9 cm dlouhé; brzy na jaře rozprašují žlutý pyl, potom 10 cm dlouhé. Okvětí 4(–6) četné, tyčinky 4(–6), prašníky žluté.
Samičí jehnědy po 4–8, načervenale purpurové, plodní šištice vejcovitě kuželovité, 10–16 mm dlouhé, přisedlé nebo krátce stopkaté.

### Plody
Plodnost začíná velmi časně, někdy už v 6 letech a je častá.
Samičí jehnědy v době zralosti šišticovitě zdřevnatí a jsou asi 1–2 cm dlouhé. Samičí šištice přisedlé nebo nejspodnější na krátkých chlupatých stopkách. Nažky (drobná semena s úzkými křídly) dozrávají v září až říjnu, z šištic vypadávají až do prosince.

## Ekologie a cenologie
Roste podél řek a potoků, balvanité náplavy; také na hlinitých, jen občas zaplavovaných půdách, potřebuje ale lépe drenážovanou půdu než olše lepkavá (Alnus glutinosa). Nesnáší stagnující vodu. Vyžaduje dobře provzdušněný substrát. Dává přednost vápenatým půdám, roste i na suchých stanovištích. Rychle rostoucí mrazuvzdorná dřevina náročná na světlo, málo odolná v konkurenci jiných druhů dřevin. Potřebuje půdu, která je středně až dobře zásobená živinami. 
Strom vyhání kořenové odnože, staré stromy bývají často obklopeny prstencem výmladků. Listy olše šedé se objevují brzy na jaře, stromy jsou proto s oblibou vysazovány v sadech aby chránili ovocné stromy před jarními mrazy. Protože má olše štíhlou, nepříliš hustou korunu, nesoupeří s ovocnými stromy o světlo a živiny.
Diagnostický druh horských olšin asociace Alnetum incanae Lüdi 1921 (podsvaz Alnenion glutinoso-incanae), též ve společenstvech svazu Sambuco-Salicion capreae.

## Stanoviště

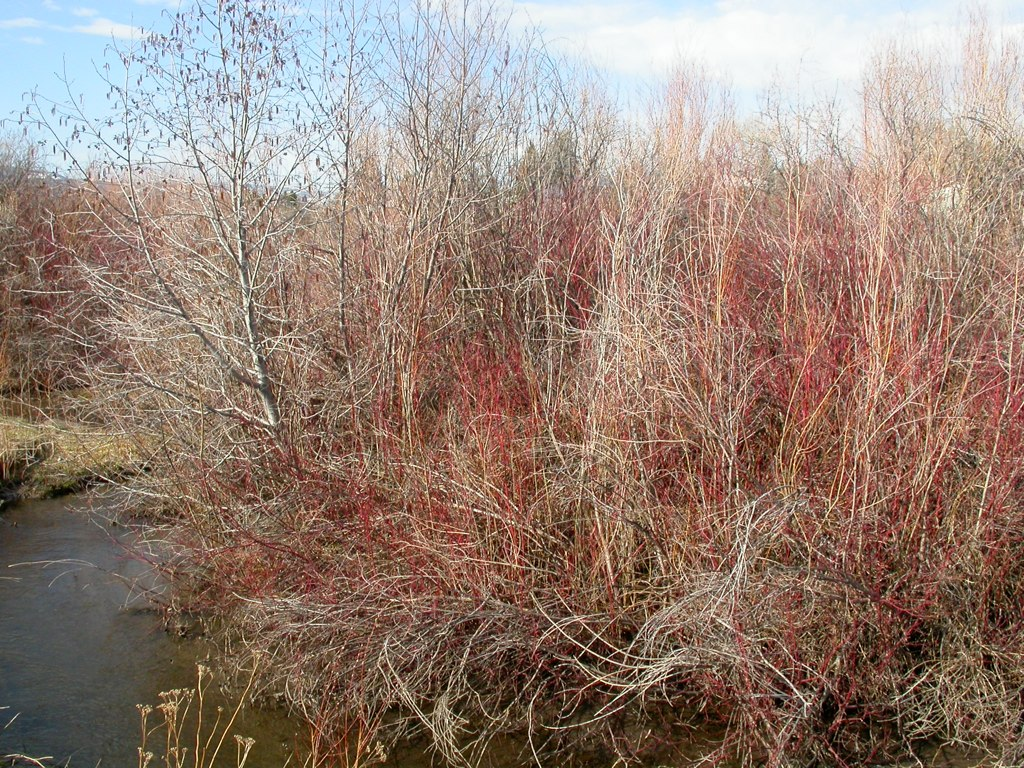
Olše na jaře

Stanoviště ve střední Evropě v horském pásmu 500–1500 m n. m., v lužních lesích, podél horských potoků sestupuje hluboko do nižších poloh; na mokvavých svazích, na vlhké, vodou nasáklé, občas zaplavované, vápenaté, na živiny bohaté půdě, na rozdíl od olše lepkavé (Alnus glutinosa) se vyhýbá trvale zaplavovaným půdám a snáší občasné sucho. Je to mrazuvzdorná, bohatě kořenící, světlomilná, pionýrský dřevina s hojnými kořenovými výhonky.

## Celkové rozšíření
Střední, severní, východní a jihovýchodní Evropa (souvislé rozšíření v severní části mírného pásma, jižněji jen ostrůvkovitě, zvláště v horách; na jihu po Albánii a Bulharsko); Kavkaz, západní Sibiř.

## Význam
Používá se jako přípravná a meliorační dřevina v mrazových polohách a na neplodných půdách, za cílem zpevnění sesuvných svahů nebo zpevnění čerstvých násypů a navážek nebo jako dřevina krycí a výchovná. Je vhodná k zalesňování extrémních stanovišť. Dřevo je velmi lehké, měkké, málo trvanlivé. V zahradách a parcích se pěstuje v několika kultivarech: s dřípenými listy (cv. Angustissima, cv. Angermannica, cv. Lobata, cv. Laciniata, cv. Pinnatipartita, cv. Semipinnata; vesměs jsou virového původu), s listy žlutými (cv. Aurea) nebo s převislými větvemi (cv. Pendula).

## Zajímavosti
Olše žijí v symbióze s bakteriemi, s jejichž pomocí dokážou vázat vzdušný dusík. Aby pokryly potřebu dusíku nutného k syntéze proteinů, čerpají ho nejen z půdy, ale i ze vzduchu. Stromům to umožňuje růst i na půdách chudých dusíkem, proto jsou také vysazovány na mrtvých půdách, což vede k obohacení půdy cennými dusíkatými sloučeninami a tím i k zlepšování půd a každoročním shazovaným listí podporují tvorbu humusu. Olše jsou proto vysoce ceněnou pionýrskou dřevinou.

## Příbuzné druhy

### Olše lepkavá
Od olše lepkavé (Alnus glutinosa) se olše šedá (Alnus incana) liší nestopkatými, přisedlými samičími jehnědami a také vyšším počtem postranních žilek (8–12 proti 5–8 u olše lepkavé).

### Olše zelená
Blízce příbuzný druh, olše zelená (Alnus viridis), je až 4 m vysoký keř s přisedlými špičatými pupeny. Vyskytuje se v alpských křovinách.